# Bergeronia sericea
Genre
Espèce
Synonymes
- Muellera sericea (Micheli) M. J. Silva & A. M. G. Azevedo

Bergeronia sericea est une espèce de plantes à fleurs dicotylédones de la famille des Fabaceae, sous-famille des Faboideae, originaire d'Amérique du Sud. C'est l'unique espèce acceptée du genre Bergeronia (genre monotypique).
Certains auteurs classent cette espèce dans le genre Muellera sous le nom de Muellera sericea (Micheli) M.J.Silva & A.M.G.Azevedo.

## Synonymes
- Bergeronia sericea Micheli[4]
- Bergeronia sericea[5]
- Muellera sericea (Micheli) M. J. Silva & A. M. G. Azevedo (préféré par GRIN)[4]
- Muellera sericea Bergeronia sericea Micheli, 1883 (préféré par NCBI)[5]